# Sebastian Miczyński
Sebastian Miczyński – polski politolog i profesor filozofii na Uniwersytecie Jagiellońskim w XVII wieku.
W 1618 roku Miczyński opublikował Zwierciadło Korony Polskiej, które zostało przesłane do sejmu koronnego i przyczyniło się do pogromu Żydów w Krakowie. Zygmunt III Waza dekretem (mandatem) z dnia 20 sierpnia 1618 r., przesłanym do Consulibus Cracoviensibus, zabronił drukować i sprzedawać dzieło Miczyńskiego, jako wywołujące tumulty i napaści. Dekret ten potwierdził jego syn Władysław IV Waza podczas sejmu elekcyjnego w roku 1632. Mimo tych zakazów drukowane były dalsze wydania Zwierciadła.

## Zarzuty przeciw Żydom wZwierciadle

### Religijne
- Żydzi są bluźniercami, lżą obrazy i świętych, co wywołuje wojny, pożary, głody, morowe powietrza, trzęsienia ziemi, choroby nieuleczone, napady pogaństwa itp.
- Kradną święty sakrament i okradają kościoły w nocy (świętokradztwo)
- Mordują dzieci chrześcijańskie w celach rytualnych
- Nie przestrzegają świąt i chrześcijan na pokuszenie wodzą

### Gospodarcze
- Żydzi są paserami (trzymają „komorę złodziejską”), przetapiają złote fanty i wspierają złodziei (ganef) okradających chrześcijan
- Kradną od chrześcijan z przyczyn rytualnych i uciekają przed sprawiedliwością do pobratymców w innych miastach
- Namawiają czeladników do kradzieży materiałów, sprzedawania ich i picia w gospodach żydowskich
- Wykorzystują swoją pozycję gospodarczą i kulturową i prawną (osobne sądownictwo)
- Są odpowiedzialni za mór bydła przez zaklęcia i magiczne zabiegi z mlekiem kobiecym
- Fałszują monety, umowy, kwity
- Fałszują żywność (węgierskie wino), ubrania (futra) przez partactwo, złoto (stop z miedzią), jubilerskie wyroby
- Spekulują (magazynują towar by wywołać głód i drożyznę)
- Prowadzą arendy szynków, myt itp.
- Przejęli handel przez dumping, oszustwa itp. niszcząc rzemieślników
- Nie zajmują się ciężką pracą: kowalstwem, rolą

### Moralność
- Są rajfurami (alfonsami)
- Pragną zguby chrześcijaństwa

### Bezpieczeństwo narodowe
- Rozpijają Polaków i chrześcijan i wojsko koronne przed bitwą
- Szpiegostwo: zdradzają sekrety Polski wrogom: Turkom i Moskalom (sprawa Hrehoriego Ościka, fałszerza monet i rosyjskiego szpiega skazanego na śmierć)
- Są naturalnie sprzymierzeni z muzułmanami z powodów religijnych (wieprzowina, nienawiść do trójcy świętej, obrzezanie)
- Nie płacą podatków na wojsko
- Nie stają się żołnierzami ani nawet pomocnikami
- Przejmują władzę gospodarczą i polityczną:

„Otrzymaliśmy sklepy wasze, otrzymaliśmy wolność prowadzenia wszelakich handlów y kupiey, wkrótce kamienice y mieszkania wasze opanowawszy, burmistrzami u was będziemy”.

## Zalecenia dla władz Polski
- Szlachta powinna trzymać z chrześcijańskimi poddanymi, a nie z Żydami
- Dyskryminacja prawna wobec Żydów
- Przestrzeganie istniejących praw
- Deportacja Żydów z Rzeczypospolitej[6]

## Źródła zewnętrzne
- Zwierciadło Korony Polskiey vrazy cięzkie y vtrapienia wielkie, ktore ponosi od Żydow wyrażaiące, synom Koronnym na seym walny w roku pańskim 1618
- Bartoszewicz, Kazimierz: Antysemityzm w literaturze polskiej XV-XVII w.: obszerne cytaty